# Niob(III)-chlorid
Niob(III)-chlorid ist eine anorganische chemische Verbindung aus der Gruppe der Chloride. Neuere Untersuchungen gehen davon aus, dass die Verbindung schlecht charakterisiert ist und das stattdessen die Verbindungen NbCl4, NbCl3,13, NbCl2,67 und NbCl2,33 existieren.

## Gewinnung und Darstellung
Niob(III)-chlorid kann durch Reaktion von Niob(V)-chlorid mit Wasserstoff bei 400 °C gewonnen werden. Es wurde zuerst 1878 von Henry Enfield Roscoe synthetisiert.
Ebenfalls möglich ist die Darstellung durch Reaktion von Niob mit Chlorwasserstoff bei Temperaturen über 400 °C, wobei auch Niob(V)-chlorid entsteht.

## Eigenschaften
Niob(III)-chlorid ist ein schwarzer Feststoff, der im Vakuum bei 490–500 °C sublimiert. An Luft reagiert es bei Temperaturen über 270 °C zum Pentoxid.